# Sangiran II

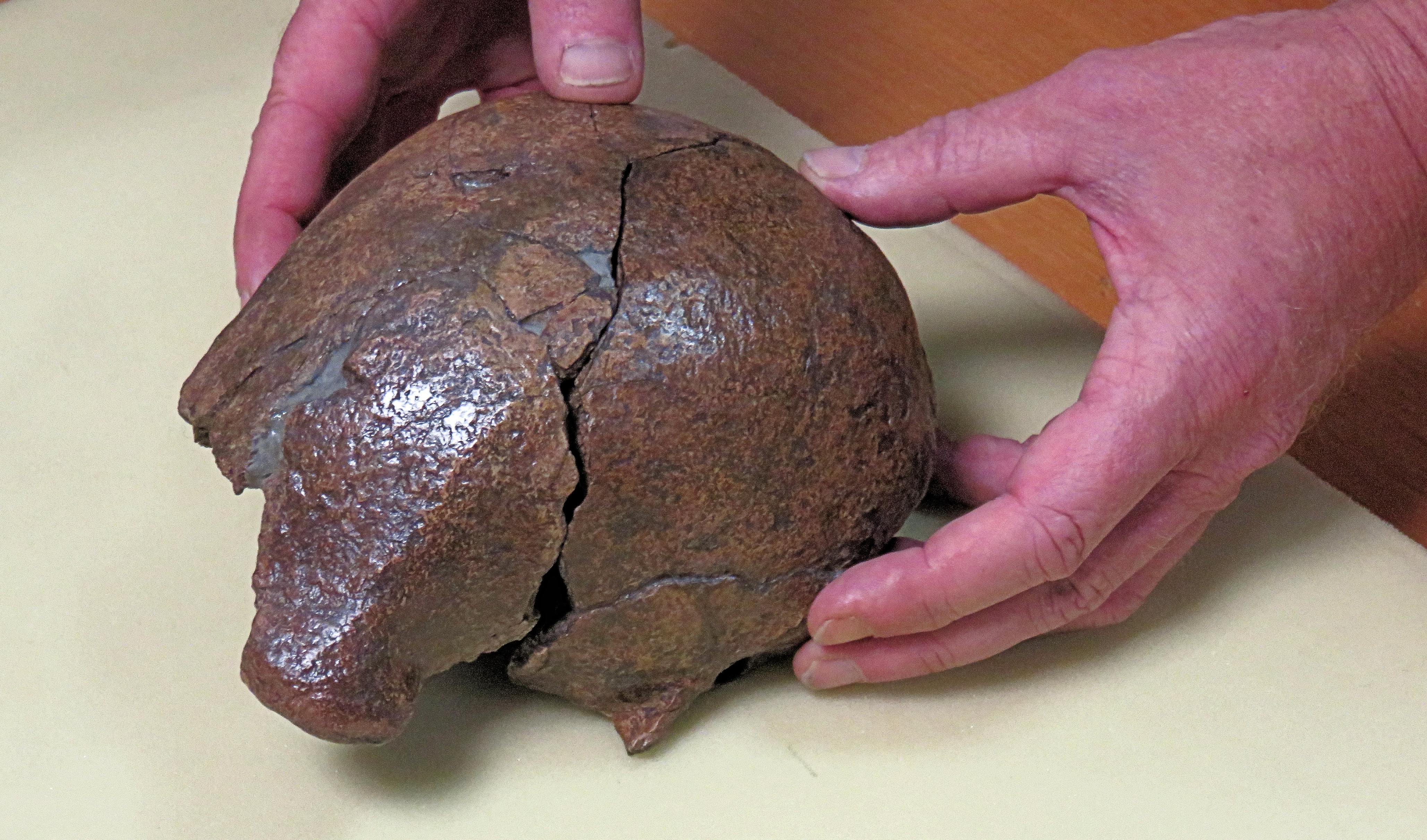
Das Fossil Sangiran II (Original)

Sangiran II (auch: Pithecanthropus II oder Skull II) ist die Bezeichnung für ein besonders gut erhaltenes Fossil des Homo erectus. Es wurde benannt nach dem Ausgrabungsgebiet Sangiran auf der indonesischen Insel Java. Bei diesem Fossil handelt es sich um ein fast vollständiges Schädeldach mit einem markanten, durchgehenden Querwulst des Stirnbeins oberhalb der Nasenwurzel („Überaugenwulst“). Der Fund bestand aus insgesamt 33 Bruchstücken, die am 12. und 13. August 1937 an Gustav Heinrich Ralph von Koenigswald übergeben wurden. Dessen Fossiliensammler Atmowidjojo hatte das Schädeldach in den als Fossilienlagerstätte bekannten Ablagerungen eines ehemaligen Flusses entdeckt, etwa einen Kilometer nordöstlich der Ortschaft Bapeng. Da von Koenigswald seine Helfer pro Fundstück entlohnte, war das Fossil in mehrere Stücke zerschlagen worden. Das Gehirnvolumen des Schädel betrug mehr als 800 cm³.
Das Schädeldach glich dem 1891 ebenfalls auf Java von Eugène Dubois entdeckten Fossil Trinil II und entstammte von Koenigswalds Einschätzung zufolge „aus den gleichen Schichten“, so dass von Koenigswald seinen Fund ebenfalls der Art Pithecanthropus erectus zuordnete. Trinil II war das Typusexemplar dieser von Dubois erstmals beschriebenen Art; erst seit den 1980er-Jahren werden auf Vorschlag des US-amerikanischen Paläontologen Albert Santa Luca alle Homo-Funde aus Java als Homo erectus bezeichnet.
Aufgrund der Fundsituation in den Ablagerungen eines ehemaligen Gewässers ist bis heute eine genaue absolute Datierung der in Sangiran entdeckten Fossilien nicht gelungen. Dabei kann nicht ausgeschlossen werden, dass die angeschwemmten Knochen bereits längere Zeit andernorts abgelagert waren, dort durch Bodenerosion wieder freigelegt wurden und an der Fundstelle erneut zur Ruhe kamen. Anhand von zwei Schichten aus Vulkansedimenten, zwischen denen diese Fossilien lagen, konnte jedoch ihr Mindestalter (1,02 Millionen Jahre) und ihr Höchstalter (1,5 Mio. Jahre) bestimmt werden; vom Forschungsinstitut Senckenberg wurde das Alter von Sangiran II im Jahr 2008 mit 1,5 Mio. Jahren ausgewiesen, 2020 wurde in der Fachzeitschrift Science die Erstbesiedelung von Java durch Homo erectus jedoch in die Zeit vor rund 1,3 Mio. Jahren datiert.
Der Fund gilt als das bedeutendste Stück der Sammlung von Koenigswald und wird heute im Forschungsinstitut Senckenberg in Frankfurt am Main als Dauerleihgabe aus dem Besitz der Werner-Reimers-Stiftung aufbewahrt.

## Belege
1. ↑  Stephanie Müller, Ottmar Kullmer und Thorsten Wenzel: Sangiran II. Eine Schädelkalotte und ihre wissenschaftliche Deutung. In: Natur und Museum. Band 138, Nr. 1–2, 2008, S. 31, ISSN 0178-1286
2. ↑  Albert P. Santa Luca: The Ngandong fossil hominids: A comparative study of a far eastern Homo erectus group. Yale University Press, New Haven 1980, ISBN 978-0-913516-11-9 (= Yale University Publications in Anthropology 78).
3. ↑  Gary J. Sawyer, Viktor Deak: Der lange Weg zum Menschen. Lebensbilder aus 7 Millionen Jahren Evolution. Spektrum Akademischer Verlag, Heidelberg 2008, S. 117
4. ↑  Stephanie Müller et al.: Sangiran II..., S. 30
5. ↑  Shuji Matsu’ura et al.: Age control of the first appearance datum for Javanese Homo erectus in the Sangiran area. In: Science. Band 367, Nr. 6474, 2020, S. 210–214, doi:10.1126/science.aau8556.
6. ↑  Kurzbiographie von Werner Reimers auf der Website der Werner-Reimers-Stiftung